# Правовед.ру
Правовед.ру — российская компания в сфере legal tech, созданная в 2011 году. Владеет крупнейшим в Рунете сайтом юридических онлайн-консультаций, предоставляемых профессиональными юристами. Разрабатывает сервисы автоматизированной юридической помощи на базе нейросетей.

## История компании
Компания создана в 2011 году юристом Валерием Мешковым и экономистом Сергеем Андреевым. У Мешкова была традиционная юридическая фирма в Санкт-Петербурге, однако невозможность её масштабирования привела к идее создать онлайн-сервис, соединяющих клиентов со сторонними юристами. В качестве модели были взяты американские компании LegalZoom и Rocket Lawyer. В январе 2012 года был запущен маркетплейс «Правовед.ru», на котором профессиональные юристы отвечают на платные и бесплатные юридические вопросы. С самого начала сервис стал удерживать с юристов комиссию в 30-35 %.
В августе 2017 года «Правовед.ру» привлёк более 1 млн долларов инвестиций от российского венчурного фонда AddVenture при оценке всей компании в 600 млн рублей. На тот момент число клиентов превышало 1,3 млн, накопленная база консультаций — 1,5 млн. Средства пошли на дальнейшую разработку технологий автоматизации консультаций.
В феврале 2018 года «Правовед.ру» запустил робота-юриста «Фёдора Нейронова», который даёт бесплатные персонализированные юридические консультации в сфере защиты прав потребителей на базе 100 тысяч прежде оказанных консультаций. Робот основан на нейронных сетях и машинном обучении и создан командой из шести разботчиков и 20-30 юристов, размечавших датасет. В марте 2018 года компания привлекла ещё 60 млн рублей инвестиций от венчурных фондов Target Global и AddVenture на дальнейшую разработку робосервиса и его расширение на трудовое и семейное право.
В мае 2018 года робот-юрист победил в региональном конкурсе Legal Geek. В том же году «Правовед.ру Лаб» стала резидентом инновационного центра «Сколково».
В 2020 году компания запустила бота Jinnrobot для мессенджера Telegram, который помогает вернуть деньги за отменённые из-за пандемии COVID-19 авиаперелёты, туры, билеты на мероприятия.